# Доњи Балван
Доњи Балван (мкд. Долни Балван) је насеље у Северној Македонији, у источном делу државе. Доњи Балван је село у саставу општине Карбинци.

## Географија
Доњи Балван је смештен у источном делу Северне Македоније. Од најближег града, Штипа, насеље је удаљено 12 km северно.
Насеље Доњи Балван се налази у историјској области Овче поље. Насеље је положено у долини реке Брегалнице, на десној обали реке. Северно од насеља уздиже се побрђе Манговица. Надморска висина насеља је приближно 290 метара.
Месна клима је блажи облик континенталне због близине Егејског мора (жарка лета).

## Становништво
Доњи Балван је према последњем попису из 2002. године имао 358 становника.
Већинско становништво су етнички Македонци (99%), а остало су Срби.
Претежна вероисповест месног становништва је православље.